# Féminisme (relations internationales)
Le féminisme en relations internationales, est un courant de pensée que l'on peut classer dans les approches radicales. Cette théorie est portée par plusieurs autrices, dont J. Ann Tickner, Cynthia Enloe, Marysia Zalewski, Carol Cohn, etc.
En relations internationales, le féminisme est omniprésent. Bien que les interactions féminines en politique puissent prendre différentes formes, elles consistent initialement à promouvoir les rapports d’égalité homme-femme et le respect du droit des femmes dans les relations inter-étatiques. Les théories en politique féministes prônent davantage la paix et une tendance plus inclusive des femmes en société, avec des débats sur la prostitution, le viol et le divorce, mais visant aussi l’égalité politique, sociale, économique et morale avec les hommes.
Le féminisme en relations internationales prône l’avènement de la justice structurelle, genrée et racisée, d’ordre socio-culturel, économique ou politique. Lorsque mis de l’avant, le féminisme politique permet de mieux comprendre les conditions des femmes à travers le monde (pauvreté, violence, soumission, abus), et d’améliorer les conditions existentielles des femmes.

## Théories du féminisme en relations internationales
Selon Tickner, les six principes du réalisme de la théorie des relations internationales de Hans Morgenthau (intérêt national, puissance, politique intérieure, autonomie du politique) sont basés sur une vision partiale de la réalité qui privilégie la masculinité. Les principaux théoriciens en relations internationales ont tellement ignoré le rôle des femmes confinées dans les actes de reproduction et de coopération qu'on est venu à penser les relations internationales comme anarchiques. C'est en ce sens que c'est une approche radicale car elle s'oppose à la vision réaliste des relations internationales puisqu'elle est fondée sur une description partielle et partiale, biaisée par une perspective masculine.
L'idée fondamentale de cette théorie est que les chercheurs en relations internationales ont oublié d'étudier l'autre moitié de l'humanité alors que les femmes sont très présentes sur la scène internationale (ONG notamment) et l'action des femmes influence indirectement les relations internationales. Les femmes sont mères et épouses de soldats, infirmières dans les hôpitaux, prostituées autour des bases et leur rôle est ignoré.
Elisabeth Prügl fait partie des nombreuses théoriciennes à analyser les apports féministes dans la politique et les relations internationales. Dans son œuvre intitulée Sous le développement, le genre, elle analyse le rôle et la nécessité des interactions féministes en politique étrangère. Son point de vue dépeint les problématiques rencontrées des interactions féministes dans un système d’idéologie strictement masculin. Selon elle, la politique du genre n’est pas assez pratiquée, ce qui fait en sorte que l’égalité de genre n’est pas optimale. Par conséquent, des comportements violents se développent, tels que les abus sexuels envers les femmes partout dans le monde.

## Logique de guerre et de paix

### Mythe de la guerre et la paix
Regarder les conditions des femmes peut nous aider à comprendre la logique de guerre, comme les mouvements de revendications féministes qui s’abstiennent de violence. La féministe Cynthia Cokburn et la politologue Élisabeth Prügl s’accordent sur le fait que le mythe qui associe la guerre aux hommes et les femmes à la paix n'est plus d'actualité. Ce mythe, basé sur les combats majoritairement masculin de l’époque et la discrimination des femmes de ces conflits, est bien répendu. Même si historiquement la plupart des combattants sont des hommes, il existe une minorité de femmes qui a participé aux conflits. C'est ce qui poussent ces féminismes à rejeter ce mythe, puisque la guerre reproduit les rapports de sexe inégaux en exluant les femmes.

### Mouvements féministes pacifistes
Cependant, les mouvements féministes ne sont pas violents pour autant. Ils accordent plus d’importance au pacifisme dans les domaines politiques et dans la résolution de conflits. Ce féminisme plutôt pacifiste vient des luttes féministes anti-militaristes. Elles se battaient à la fois contre la guerre qui renforçait les rapports hiérarchiques inégaux et contre les hommes anti-militaires qui les voulaient silencieuses et soumises. Le pacifisme des féministes va apparaître avec le mouvement des suffragettes après la première guerre mondiale. C’est pourquoi le féminisme accorde plus d’importance au pacifisme dans les domaines politiques et dans la résolution de conflits.

### Apport du féminisme à la logique de guerre et de paix
Le féminisme à donc un apport à la logique de guerre parce qu’elle est un outil pour la paix durable. Le mouvement reste pacifique parce qu’il contribue à l’analyse du «système guerrier» et qu’il veut briser les rapports de genre qui nous prédisposent à la guerre. Les femmes seraient donc victime de ce système patriarcale, capitaliste et nationaliste, c’est ce qui les poussent à agir pour la paix. Ils sont, notamment la clé dans les négociations pour la paix dans plusieurs pays, comme dans le cas du Rwanda. Après le génocide, la mission de reconstruction et de négociations de paix est menée avec l’inclusion des femmes, elle est un succès. Finalement, le mouvement féministe promouvait la paix et mettait en évidence le manque de pacifisme dans les théories des relations internationales qui ne prennent pas en considération le genre comme un enjeu dans les guerres.

## Évolution du féminisme en théorie des relations internationales

### Début du féminisme en relations internationales
Le féminisme s’immisce véritablement dans les relations internationales dès les années 1965-1975. Dès le départ, cela est, pour certaines, teinté par l’échec du premier programme des Nations unies afin de promouvoir l’amélioration des conditions des femmes. Cependant, pour d’autres, la Conférence de l’ONU de 1979 pour l’élimination de toutes formes de discriminations envers les femmes, marque une étape fondamentale. Ce que l’on tient à propager dans ce programme est un type de développement économique et social qui assurerait la participation des femmes, un monde du travail qui permettrait aux femmes une totale égalité avec les hommes, dans tous les domaines d’activités, de l’égalité de rémunération pour un travail d’égale valeur, etc., pour les études, l’égalité des possibilités d’éducation et de formation professionnelle, l’on demande aussi la législation relative à la protection des travailleuses donc, prendre en compte qu’il est nécessaire qu’une femme puisse travailler et l’on demande de développer le secteur des services sociaux de manière à alléger les travaux domestiques des femmes et des hommes.
Les Nations unies jouent un rôle clé dans le début de ce mouvement avec cette campagne d’informations. De 1965 à 1970, des actions sont portées en faveur des femmes par d’autres organisations spécialisées comme l’Unesco, pour l’éducation, l’Unicef pour la santé, la famille et le bien-être des enfants, l'OMS pour l’agriculture et l’alimentation, etc. L’éducation des femmes est la priorité des politiques de développement international.
Pour l’année internationale de la femme, s’est tenue en 1975 à Mexico la première conférence mondiale sur les femmes, sous les thèmes: égalité, paix et développement. Une série de Conférences suivirent cette dernière. Elles étaient destinées à la vérification de la mise en place des engagements pris par les États lors des conférences précédentes ainsi que l’actualisation de ces engagements. En 1980, il y a eu celle de Copenhague, celle de Nairobi en 1985 et celle de Pékin en 1995. Une assemblée générale de l’ONU s’est tenue en 2000 à New York. Elle visait l’évaluation des engagements faits depuis Pékin et l’application de ces derniers. C’est l’émergence de ces conférences, qui propulse tout ce qui a trait à l’égalité des sexes dans l’organisation de la société civile. C’est un bouleversement qui provoque des débats en matière de politique internationale et amène à repenser la théorie des relations internationales.

### Au début des années 2000
À l’automne 2000 à New York, ce sont des milliers de femmes qui se sont mobilisées lors d’une Marche mondiale des Femmes contre la pauvreté. C’est, entre autres, par le biais d’Internet, que cette dernière a pu mobiliser 4 000 associations à travers 153 pays du monde. Les moyens de communication dits modernes changent et la nature des échanges et les amplifient, donnant de l’ampleur à certains mouvements, comme celui de la Marche mondiale des Femmes. Les ONG (organisations non gouvernementales) et les regroupements sociaux exercent des pressions sur les gouvernements et dans plusieurs cas des résultats s’ensuivent.
L’on a pu remarquer l’évolution de la place des femmes au sein des conférences mondiales depuis leurs intégrations à ces dernières. Au début, les femmes maîtrisaient mal les procédures de l’ONU, mais elles ont éventuellement assimilé la théorie du lobbying politique. Malgré tous les efforts faits pour porter l’égalité des sexes sur le plan international, par diverses organisations, ce ne sont que certains progrès qui sont visibles et l’égalité complète est encore loin. Malgré les textes adoptés par les conférences internationales, certains pays continuent à ne pas accorder la totalité des droits civils et civiques à leurs citoyennes.

### En date d'aujourd'hui
Aujourd’hui, il y a encore plusieurs pays contrôlés par un système de nature patriarcale, isolés des relations internationales féministes. C’est entre autres le cas de l’Iran qui traverse actuellement une période de révolte féminine. De nombreuses femmes iraniennes ont commencé à manifester à la suite de l’assassinat de Mahsa Amini par la police des mœurs après avoir mal porté son voile dans les rues de Téhéran. Certaines femmes ont commencé à retirer leur voile et d’autres à s’exprimer librement sur les réseaux sociaux. L’appui médiatique présent contribue à l’objectif de laisser place à la femme dans le monde politique, et de lui accorder le droit de disposer de son propre corps ainsi que ses décisions. Le droit international vise une rationalité universelle, à introduire dans le système masculin encore en place. La présence du féminisme dans les relations internationales contribue au respect du droit international.

## Critiques
Ce champ d'études a été critiqué par Robert Keohane et Francis Fukuyama,.